# Saint-Chéron (Essonne)
Saint-Chéron – miejscowość i gmina we Francji, w regionie Île-de-France, w departamencie Essonne.
Według danych na rok 1990 gminę zamieszkiwały 4082 osoby, a gęstość zaludnienia wynosiła 357 osób/km² (wśród 1287 gmin regionu Île-de-France Saint-Chéron plasuje się na 363. miejscu pod względem liczby ludności, natomiast pod względem powierzchni na miejscu 307.).